# ناوشکن کلاس ایروکوس
دیسترویر کلاس ایروکوس (به انگلیسی: Iroquois-class destroyer) یک کلاس از کشتی است که طول آن ۱۲۹٫۸ متر (۴۲۵٫۹ فوت) می‌باشد.